# Джефферсон (Нью-Гемпшир)
Джефферсон (англ. Jefferson) — місто (англ. town) в США, в окрузі Коос штату Нью-Гемпшир. Населення — 1043 особи (2020).

## Демографія
Згідно з переписом 2010 року, у місті мешкало 1107 осіб у 476 домогосподарствах у складі 332 родин. Було 676 помешкань
Расовий склад населення:
| - 98,5 % — білих - 0,4 % — корінних американців - 0,2 % — чорних або афроамериканців - 0,2 % — азіатів |

До двох чи більше рас належало 0,5 %. Частка іспаномовних становила 0,2 % від усіх жителів.
За віковим діапазоном населення розподілялося таким чином: 18,4 % — особи молодші 18 років, 64,1 % — особи у віці 18—64 років, 17,5 % — особи у віці 65 років та старші. Медіана віку мешканця становила 48,9 року. На 100 осіб жіночої статі у місті припадало 100,2 чоловіків;  на 100 жінок у віці від 18 років та старших — 102,9 чоловіків також старших 18 років.
Середній дохід на одне домашнє господарство  становив 62 331 долар США (медіана — 56 071), а середній дохід на одну сім'ю — 73 029 доларів (медіана — 71 172). Медіана доходів становила 45 652 долари для чоловіків та 35 395 доларів для жінок. За межею бідності перебувало 7,1 % осіб, у тому числі 6,5 % дітей у віці до 18 років та 4,3 % осіб у віці 65 років та старших.
Цивільне працевлаштоване населення становило 539 осіб. Основні галузі зайнятості: освіта, охорона здоров'я та соціальна допомога — 22,3 %, мистецтво, розваги та відпочинок — 12,8 %, роздрібна торгівля — 11,3 %, будівництво — 11,1 %.